# Archiconchoecetta bispicula
Archiconchoecetta bispicula är en kräftdjursart som först beskrevs av Deevey 1978.  Archiconchoecetta bispicula ingår i släktet Archiconchoecetta och familjen Halocyprididae. Inga underarter finns listade i Catalogue of Life.